# Marko Radulović (político)
Marko Radulović (en serbio cirílico: Марко Радуловић) fue un político montenegrino y tercer jefe del Gobierno del Principado de Montenegro entre el 24 de noviembre de 1906 y el 1 de febrero de 1907.

## Biografía
Radulović fue uno de los fundadores del Partido Popular, el primer partido político de Montenegro en 1906. Tras las elecciones parlamentarias de 1906, el Partido Popular formó el primer gobierno de la historia montenegrina, con Radulović como primer ministro. En febrero de 1907, el líder del Partido Popular sustituyó a Andrija Radović como jefe de Gobierno.